# У чаши
Трактир «У чаши» (также: пивная, ресторан; чеш. «U kalicha») — питейное заведение в Праге. Пивная прославлена неоднократным упоминанием в незаконченном сатирическом романе «Похождения бравого солдата Швейка» чешского писателя Ярослава Гашека; пивная существовала в Праге во времена Швейка и работает по сей день по тому же адресу — улица На Боишти, 12.

## История
Пивная «У чаши» (чеш. «U kalicha») существовала в Праге с 1905 года и работает по сей день по тому же адресу — улица На Боишти, 12. Известность этому ничем не примечательному питейному заведению придало его упоминание во всемирно известном романе Ярослава Гашека; бравый солдат Швейк там — постоянный посетитель. В романе хозяин пивной Паливец известен тем, что «каждое второе слово у него было „задница“ или „дерьмо“». Именно отсюда Швейка, а затем и Паливца забрал в полицейское управление сыщик Бретшнейдер: 
Швейк вышел за агентом тайной полиции в коридор, где его ждал небольшой сюрприз: собутыльник показал ему орла и заявил, что Швейк арестован и он немедленно отведёт его в полицию.
Швейк пытался объяснить, что тут, по-видимому, вышла ошибка, так как он совершенно невинен и не обмолвился ни единым словом, которое могло бы кого-нибудь оскорбить.
Но Бретшнейдер на это заявил, что Швейк совершил несколько преступлений, среди которых имела место и государственная измена.
Потом оба вернулись в трактир, и Швейк сказал Паливцу:
— Я выпил пять кружек пива и съел пару сосисок с рогаликом. Дайте мне еще рюмочку сливянки. И мне уже пора идти, так как я арестован.
В действительности во времена Швейка хозяином «У чаши» был некто Вацлав Шмид (Václav Šmíd) по прозвищу Грубиян. Помощником официанта у него служил Йозеф Паливец, тоже отъявленный сквернослов. По слухам, он считал себя прототипом гашекова Паливца и очень этим гордился. В романе пивная (во времена Гашека ресторан с домом свиданий) фигурирует множество раз, причём гашковеды считают, что если автор здесь бывал, то довольно редко. Её расположение позволяет определить приблизительный адрес жительства Швейка, так как направляясь домой он в неё часто заходил. Комментатор романа Сергей Солоух писал по этому поводу: «Сам Гашек если сюда и наведывался, то с кем, когда и как неизвестно, история не сохранила этих сведений, при том что вся она, история его жизни, это непрерывный анабазис от пивной к ночному кафе и от кафе снова в пивную — «„U zlatého litru“», „Montniartre“, „U Brejšků“, „U Mrtvoly“ и т. д., пол-Праги. И все эти распивочные и разливочные подсчитаны и проивентаризированы в воспоминаниях и биографических исследованиях, но только нет в их числе „У чаши“. Может быть, просто поселил на этой улице своего героя, а про ближайшую пивную узнал у завсегдатая, армейского приятеля Страшлипки». Биограф Гашека Радко Пытлик описывал район, где была расположена пивная, следующим образом: «В ближайших окрестностях площади Фюгнера, рядом с пражским родильным домом и домом умалишённых, богемному Вакху было раздолье. Здесь друг возле дружки сгрудилось больше двух десятков трактиров, отелей, кафе, дневных и ночных винных погребков, танцевальных залов и кафешантанов, которые закрывались в разное время, так что пражские прожигатели жизни могли бесперебойно утолять свою жажду». По некоторым предположениям с пивной связан один из прототипов Йозефа Швейка и именно там Гашек услышал рассказы ветеранов о захвате Боснии и Герцеговины.
Во времена ЧССР директором уже национализированного заведения некоторое время был человек по фамилии Паливец. Он тоже попал в тюрьму, но за хозяйственное, а не политическое преступление.
В 1992 году «У чаши» приватизировали братья Павел и Томаш Топферы, они и превратили пивную в туристический объект, стилизованный в духе швейковских времен.

## Интерьер
«У Чаши» – это вот прям трактир-трактир. Масштабный, неряшливый, без претензий на стиль и старину. Огромный обеденный зал, несколько боковых комнат у входа и столы-столы-столы...
Это — первый чешский пивбар, где не только оформление, но и музыка —  в стиле ретро. Крайне прост интерьер заведения: 
Каменные стены в штукатурке, под густым наслоением надписей, преимущественно на русском языке.
Нескользкий каменный пол. Мебель в заведении деревянная: добротная, крепкая.
Под потолком нависает псевдофахверк (имитация старых стропил), а на самом деле – вентиляция, крашенная под дерево. Но вместе с тяжёлыми старомодными люстрами смотрится шикарно.

## Кухня
Хотя ресторан специализируется на чешской кухне, названия всех блюд пропитаны духом романа. В меню предлагают:
- любимое блюдо Балоуна,
- гуляш фельдкурата Отто Каца со шпиковыми кнедликами,
- кнедлики с говядиной в грибном соусе, приготовленные по рецепту пани Мюллеровой,
- любимое блюдо поручика Лукаша — картофель фри с вырезкой из говядины,
- любимую картофельную лепёшку подпоручика Дуба.

## Цитаты
В трактире «У чаши» сидел только один посетитель. Это был агент тайной полиции Бретшнейдер. Трактирщик Паливец мыл посуду, и Бретшнейдер тщетно пытался завязать с ним серьёзный разговор.
Паливец слыл большим грубияном. Каждое второе слово у него было «задница» или «дерьмо». Но он был весьма начитан и каждому советовал прочесть, что о последнем предмете написал Виктор Гюго, рассказывая о том, как ответила англичанам старая наполеоновская гвардия в битве при Ватерлоо.
- Хорошее лето стоит, - завязывал Бретшнейдер серьёзный разговор.
- А всему этому цена - дерьмо! - ответил Паливец, убирая посуду в шкаф.
Подпоручик Дуб остановился и высказал ещё одно своё убеждение:
- Марокканский султан - конченая фигура,-- вытер пот со лба и, глядя помутневшими глазами на Швейка, проворчал: - Так сильно я даже зимою не потел. Согласны? Вы понимаете меня?
- Вполне, господин лейтенант. К нам в трактир «У чаши» ходил один старый господин, какой-то отставной советник из Краевого комитета, он утверждал то же самое. Он всегда говорил, что удивлен огромной разницей в температуре зимой и летом, что его поражает, как люди до сих пор этого не замечали.